# Die Dame und die Unterwelt
Die Dame und die Unterwelt ist eine Kriminalkomödie von Rainer Wolffhardt, der auch das Drehbuch von Herbert Reinecker bearbeitet hat. Die „Dame“ wird von Inge Meysel gespielt, die „Unterwelt“ verkörpern Heinrich Schweiger, Alexander Kerst und Arnold Marquis. Die Erstausstrahlung erfolgte am Sonntag, dem 22. April 1984 im ZDF. 

## Inhalt
Auf der Beisetzung des Berliner Hausmaklers Albert Mathis erfährt dessen Witwe Eleonore nach über 20-jähriger Ehe von der kriminellen Vergangenheit des Verstorbenen. Noch auf dem Friedhof macht sie die Bekanntschaft seiner drei Komplizen, mit denen Mathis zusammen „das Quartett“ bildete, sowie des pensionierten Kriminaloberrates Schäfer. Nach und nach erfährt Eleonore, dass offenbar alle Personen in ihrem Umfeld von den Machenschaften ihres Mannes gewusst haben: die Angestellten Luise Bachmann und Hubert Nagold, das Hausmädchen Anna und selbst ihr eigener Bruder Berthold. In Alberts Safe entdeckt die alte Dame einen Zettel mit einer Zahlenfolge, bei der es sich, wie Berthold ihr erklärt, um ein Schweizer Nummernkonto handelt. In einem längeren Gespräch mit Eleonore erläutert Kriminaloberrat Schäfer die Machenschaften des „Quartetts“, das Einbrüche in großem Stil begangen hat, wobei jedem Mitglied eine ganz spezielle Aufgabe zukam. Zur Tarnung waren die Herren mit Geigenkästen ausgestattet. Schäfer spricht mit großem Respekt von Albert, obwohl er es den Gangstern zu verdanken hat, dass er vorzeitig in den Ruhestand versetzt wurde, da es ihm nie gelungen war, der Bande etwas nachzuweisen. 
Eleonore ist weniger über das Tun Alberts befremdet als vielmehr von der Tatsache, dass sie die einzige ist, mit der er nie darüber gesprochen hat, obwohl er sich bereits vor der Heirat aus dem Metier zurückgezogen hatte. Allerdings kann sie auch nicht verhehlen, dass der frühere Lebenswandel des Verstorbenen ihre Fantasie vehement beflügelt. Sie sucht die ehemaligen Komplizen Hoss, Baron von Ehrenstein und Lennert im Haus des Letzteren auf. Alle drei sind mittlerweile in gesetztem Alter und gehen ehrbaren Berufen nach, doch Eleonore vermutet zu Recht, dass die Herren Interesse an dem Schweizer Nummernkonto haben. So macht sie den Dreien das Angebot, ihnen die Kontonummer zu überlassen, wenn sie dafür an einem Einbruch mitwirken kann, nachdem sie erfahren hat, dass Albert jedes Mal in einer euphorischen Stimmung war, wenn wieder ein Unternehmen bevorstand. Auch Eleonore möchte dieses Gefühl einmal erleben. Nach kurzer Beratschlagung zeigen sich die Herren einverstanden. 
Der Baron kundschaftet ein passendes Objekt aus, das Haus eines wohlhabenden Mannes, der unter anderem eine wertvolle Münzensammlung besitzt und vom Baron unter einem Vorwand für einige Tage nach Amsterdam gelockt worden ist. Unter Mühen gelangen sie auf das Anwesen, wobei Eleonore allmählich Zweifel kommen, ob es richtig war, sich auf eine derartige Unternehmung einzulassen. Vor Ort werden sie dann von Schäfer auf frischer Tat ertappt. Es stellt sich schließlich heraus, dass die Gauner mit Schäfers Wissen Eleonore einen Streich gespielt hatten, indem sie in das Haus des Barons eingedrungen waren.

## Sonstiges
In der Schlusssequenz auf dem Friedhof sieht man Eleonore mit den drei Bandenmitgliedern einen Toast auf den Verstorbenen aussprechen. Ob die Witwe den Herren nun die Schweizer Bankkontonummer ausgehändigt und was es mit dem Konto überhaupt auf sich hat, erfährt der Zuschauer nicht. Auch die Angestellten wissen von dem Konto und erhoffen sich daraus einen Anteil, was aber im weiteren Verlauf der Handlung nur noch am Rande thematisiert wird.
Anlässlich der Veröffentlichung auf DVD im Juni 2023 werden unnötige Dialogwiederholungen und die behäbige Art der Inszenierung bemängelt.
Die Darstellerin der Luise Bachmann, Britta Fischer, war bis zu dessen Tod mit Regisseur Rainer Wolffhardt verheiratet.